# Визейский ярус
| система                                                                          | система      | отдел        | ярус         | Ниж. граница, млн лет |
| -------------------------------------------------------------------------------- | ------------ | ------------ | ------------ | --------------------- |
| Пермь                                                                            | Пермь        | Приуральский | Ассельский   | 298,9 ±0,15           |
| Карбон                                                                           | Пенсильваний | Верхний      | Гжельский    | 303,7 ±0,1            |
| Карбон                                                                           | Пенсильваний | Верхний      | Касимовский  | 307,0 ±0,1            |
| Карбон                                                                           | Пенсильваний | Средний      | Московский   | 315,2 ±0,2            |
| Карбон                                                                           | Пенсильваний | Нижний       | Башкирский   | 323,4 ±0,4            |
| Карбон                                                                           | Миссисипий   | Верхний      | Серпуховский | 330,3 ±0,4            |
| Карбон                                                                           | Миссисипий   | Средний      | Визейский    | 346,7 ±0,4            |
| Карбон                                                                           | Миссисипий   | Нижний       | Турнейский   | 358,86 ±0,19          |
| Девон                                                                            | Девон        | Верхний      | Фаменский    | больше                |
| Деление и золотые гвозди в соответствии с IUGS по состоянию на декабрь 2024 года |              |              |              |                       |

Визейский ярус (С1v, англ. Visean Stage) — второй (средний) ярус нижнего отдела карбоновой системы палеозойской эры. Охватывает породы, образовавшиеся в течение визейского века, продолжавшегося 346,7 ±0,4 — 330,3 ± 0,4 млн лет назад (более 16 млн лет). Это самый длинный век карбона.
Визейский век сменил турнейский и сменился серпуховским.
Выделен в 1882 году. Ярус получил название по имени бельгийского города Визе.
Существуют признаки того, что на границе визейского и серпуховского веков произошло крупное оледенение Гондваны.

## Фауна и флора
В визейских ландшафтах были широко распространены папоротники порядка Zygopteridales; в то же время возникли и начали распространяться птеридоспермы порядка Medullosales.
К визейскому ярусу относятся древнейшие остатки гигантской многоножки артроплевры (Arthropleura) и скорпиона Pulmonoscorpius.
Появились первые химерообразные (Protochimaera). Базальные стегоцефалы были представлены такими животными как Greererpeton, Crassigyrinus, Whatcheeria. К визейскому ярусу относятся остатки самых первых темноспондильных (Balanerpeton) и рептилиоморф (например, Eoherpeton, Westlothiana, Adelogyrinus, Dolichopareias). Возникли древнейшие аделоспондилы (Adelogyrinus, Dolichopareias) и аистоподы (Lethiscus) — безногие стегоцефалы спорного систематического положения.